# Période d'essai en droit québécois
Pour un article plus général, voir Période d'essai.
En droit du travail québécois, la période d'essai (communément appelée période de probation) représente un temps d'essai imposé par un employeur à un salarié durant lequel un employeur peut évaluer le comportement du salarié et son insertion dans le poste qu'il occupe.

## Généralités
La période de probation n'est pas fortement encadrée dans la Loi sur les normes du travail (LNT) et ce terme n'est pas utilisé dans la loi, où il est plutôt question de période d'essai. Par contre, il s'agit d'une pratique largement répandue chez les employeurs. Un salarié peut par exemple ne pas avoir droit aux assurances de son employeur quand il est en période probatoire. 

## Durée
La période probatoire dure souvent trois mois moins un jour, période pendant laquelle les obligations légales en matière de licenciement ou de congédiement sont les plus faibles et où aucun avis en vertu de la LNT ne doit être donné pour un congédiement ou licenciement, mais aucune limite légale à la durée de la période probatoire n'existe. Un syndicat a la possibilité de négocier la durée de la période de probation dans la convention collective au cas où il la jugerait trop longue.

## Intervention des dispositions de la Lois sur les normes du travail
Cependant, les dispositions de la LNT peuvent intervenir après un certain temps si la période de probation est de plus longue durée. Par exemple, l'art. 82.1 (1⁰) LNT prévoit que l'obligation de l'employeur énoncée à l'art. 82 LNT de donner un avis écrit à un salarié avant de mettre fin à son contrat de travail ne s'applique pas à l’égard d’un salarié qui ne justifie pas de trois mois de service continu. Donc par une lecture a contrario de cette disposition, un travailleur en probation depuis plus de trois mois aura droit à un avis écrit quand son employeur met fin à son emploi, s'il n'a pas commis de  faute grave.  

## Droits de base des travailleurs en période d'essai
Les travailleurs en période de probation ont bien sûr plusieurs droits de base en commun avec les autres travailleurs. À titre d'exemple, l'art. 57 (4⁰) LNT prévoit qu'un salarié est réputé au travail durant toute période d’essai ou de formation exigée par l’employeur. Donc le fait qu'il est au travail signifie qu'il a le droit à une rémunération au moins équivalente au salaire minimum (art. 40 LNT). D'autre part, la prohibition des pratiques interdites telles que la discrimination (art. 122 LNT ) vise l'ensemble des salariés, peu importe s'ils sont en période de probation ou non.
Les articles 10 et 16 de la Charte québécoise interdisent la discrimination pendant la période de probation.

## Congédiement d'un travailleur en période d'essai
Contrairement à une idée reçue, le congédiement d'un travailleur en période d'essai ne peut pas se faire pour des raisons purement arbitraires. Il y a application des règles des articles 2091 à 2094 Code civil du Québec.
Dans l'arrêt Sbai c. Panthera Dentaire inc., la Cour supérieure du Québec applique le cadre juridique du congédiement d'un travailleur en période d'essai, dans une affaire où un cadre avait été contraint de déménager pour son poste et avait connu de la discrimination avant de finalement subir un congédiement arbitraire.
- La clause du contrat du travailleur qui empêchait une contestation relative à la terminaison du lien d'emploi était invalide en raison de l'art. 2092 C.c.Q[14].
- Le salarié n'a pas été congédié pour un motif sérieux au sens de l'art. 2094 C.c.Q., selon les critères formulés dans l'arrêt  Costco Wholesale Canada Ltd. c. Laplante[15].
- Dans le contrat à durée indéterminée du travailleur, l'absence de motif sérieux donne ouverture à la règle du délai de congé de l'art. 2091 C.c.Q[16].
- Le délai de congé s'apprécie de façon contextuelle. Compte tenu que dans cette affaire, le salarié occupait un poste important, avait un niveau de compétences élevé, beaucoup d'expérience  et vu le caractère indemnitaire du délai-congé[17], la Cour supérieure lui a accordé un délai-congé de 12 mois, soit 114 571,60 $ (11 mois x 10 415,60 $) et tenant compte de l'indemnité déjà versée[18].
- La Cour a également accordé des dommages moraux pour les pertes non pécuniaires du travailleur[19].